# Râul Valea Ciorii
Râul Valea Ciorii este un curs de apă, afluent al râului Călmățui. 